# Карпења
Карпења (итал. Carpegna) је насеље у Италији у округу Пезаро и Урбино, региону Марке.
Према процени из 2011. у насељу је живело 1445 становника. Насеље се налази на надморској висини од 747 м.

## Становништво
| 1936. | 1951. | 1961. | 1971. | 1981. | 1991. | 2001. | 2011. |
| ----- | ----- | ----- | ----- | ----- | ----- | ----- | ----- |
| 2.136 | 1.997 | 1.823 | 1.613 | 1.570 | 1.592 | 1.605 | 1.670 |